# Higher Ground (film 2011)
Higher Ground è un film del 2011 diretto da Vera Farmiga.
Film drammatico statunitense, debutto alla regia per l'attrice Vera Farmiga, basato sul libro This Dark World: A Memoir of Salvation Found and Lost di Carolyn S. Briggs, che è anche coautrice della sceneggiatura.